# ایمان: تثلیث نامقدس
ایمان یا فیث (به انگلیسی: Faith) یک بازی ویدئویی تولید شده توسط ایردورف گیمز در سبک ترس و بقا می‌باشد که برای ویندوز منتشر شده است. این بازی متشکل از سه فصل می‌باشد که دو فصل اول به‌ترتیب در اکتبر سال ۲۰۱۷ و فوریهٔ سال ۲۰۱۹ توسط ایردورف گیمز منتشر شدند و فصل سوم هم توسط نیو بلاد اینتراکتیو در اکتبر سال ۲۰۲۲ به‌عنوان بخشی از مجموعهٔ ایمان: تثلیث نامقدس (به انگلیسی: FAI†H: The Unholy Trinity) که از ویژگی‌های اضافی برخوردار بود، منتشر گردید. این بازی دارای گرافیک‌های رترو مشابه اپل ۲ و آتاری ۲۶۰۰ می‌باشد.